# Ménières
Ménières é uma comuna da Suíça, localizada no Cantão de Friburgo, com 323 habitantes, de acordo com o censo de 2010 . Estende-se por uma área de 4,38 km², de densidade populacional de 73 hab/km². Confina com as seguintes comunas: Cugy, Fétigny, Granges-près-Marnand (VD), Les Montets e Sassel (VD).
A língua oficial nesta comuna é o francês.

## Idiomas
De acordo com o censo de 2000, a maioria da população fala francês (94,3%), sendo o alemão a segunda língua mais comum, com 4,7%, e o italiano a terceira, com 0,3%.